# Kospot

Kospot

Kospot Ia

Kospot w wersji hrabiowskiej

Kospot (Gwiazdy, Kospoth, Kospoth-Pawłowski, Kosput, Kosputh, błędnie Rosput i Gwiazda) – pierwotnie saski herb szlachecki przyniesiony na ziemie polskie, używany przez rodzinę osiadłą na Śląsku i w Prusach Książęcych. Jedna gałąź tej rodziny mieszkać miała na Kaszubach.

## Opis herbu
Herb znany przynajmniej w dwóch wariantach. Oprócz wariantów herbu podstawowego, istniał też herb w wersji hrabiowskiej. Opisy z wykorzystaniem zasad blazonowania, zaproponowanych przez Alfreda Znamierowskiego:
Kospot I (Kospoth, Kospoth-Pawłowski, Kosput, Kosputh, błędnie Rosput i Gwiazda): W polu błękitnym trzy gwiazdy srebrne (2 i 1). W klejnocie nad hełmem bez korony czapka szpiczasta, błękitna, z wyłogiem srebrnym i piórem bażancim z każdej strony, zakończona gałką złota z której pięć piór kogicuch. Labry: błękitne, podbite srebrem.
Kospot Ia (Kospoth, Kosput, Kosputh-Pawłowski, Gwiazdy): Pole czerwone, gwiazdy złote, pięciopromienne, czapka czerwona, bardziej zaokrąglona, po dwa pióra bażancie i kapłonie z lewej.
Kospot hrabia (Kospoth): Na tarczy dzielonej w krzyż, z tarczą sercową w polach I i IV, błękitnych, trzy gwiazdy srebrne (2 i 1), w polach II i III, czerwonych, ramię zbrojne z szablą, w tarczy sercowej, złotej, orzeł czarny, dwugłowy, obie głowy pod wspólną koroną. Nad tarczą korona hrabiowska, nad którą trzy hełmy z klejnotami. Klejnot I: jak w herbie Kospot I, klejnot II: godło z pola sercowego, klejnot III: godło z pól II i IV. Labry: na hełmie I błękitne, podbite srebrem, na hełmie II czarne, podbite złotem, na hełmie III, czerwone, podbite srebrem. Tarczę podtrzymują trzymacze: dwa lwy złote, stojące na postumencie w formie ornamentu roślinnego zielonego.
Powyższy opis skonstruowano na podstawie Herbarza śląskiego. Juliusz Karol Ostrowski przytacza tylko rysunek tego herbu, bez trzymaczy i postumentu oraz z nieheraldycznymi (nie wynikającymi z układu klejnotów i barw odpowiadających im pól) barwami labrów.

## Najwcześniejsze wzmianki
Herb w wariancie pierwszym wymieniają Ostrowski (Księga herbowa rodów polskich), Nowy Siebmacher oraz Żernicki (Der polnische Adel). Wariant Ia pochodzi od Dachnowskiego (Herbarz szlachty Prus Królewskich), wzmiankuje ją też Adam Amilkar-Kosiński (Szlachta polska podług rękopismu z 1671...). Herb hrabiowski nadany w 1711 w Saksonii i Rzeczypospolitej, tytuł potwierdzony w Cesarstwie w 1751 i w Prusach w 1776.

## Rodzina Kospot
Rodzina znana w Niemczech już od wczesnego średniowiecza, jej nazwisko było zapisywane w wielu formach: Kozzibate, Cozebode, Kossebode, Kossepot, Koßbod, Kospod, Cospot, Kospode i Kospoth. Kospotowie mieli wedle Adam Bonieckiego trafić na Pomorze w osobie Jana Kospoth, pochodzącego z Oschütz w środkowych Niemczech. Miał on otrzymać w 1520 od biskupa pomezańskiego Pawłowo, Butowo i Limżę. Od Pawłowa mieli przyjmować nazwisko Pawłowski. Tytuł hrabiowski saski otrzymała inna linia rodziny niż ta osiadła na Pomorzu. Według Żernickiego rodzina Kospot-Lipiński z Pomorza Środkowego (Pomerallen) miała być także gałęzią tego rodu.

## Herbowni
Kospot (Kospoth, von Kospoth, Kosput, Kosputh, błędnie Rosput) także z przydomkami Pawłowski i Lipiński.